# Kino (glazbeni sastav)
Kino (rus. Кино́) je bio jedan od najpoznatijih sovjetskih rock sastava iz tadašnjeg Lenjingrada. Sastav je neprekidno djelovao od 1982. do 1990., u tom razdoblju je objavljeno više od 90 pjesama i 7 albuma. Kino je u drugoj polovici 1980-ih stekao veliku popularnost u cijelom SSSR-u.
Sastav je prestao djelovati, nakon što je Viktor Coj, gitarist i pjevač sastava, stradao u prometnoj nezgodi.

## Povijest

### Početak
Grupa je osnovana 1982. godine u tadašnjem Lenjingradu, današnjem Sankt-Peterburgu, pod prvobitnim imenom "Garin i giperboloidi". U njegov sastav su ušli Viktor Coj, Aleksej Ribin i Oleg Valjinskij. Nakon što je Valjinskij napustio grupu, promijenjeno joj je ime u "Kino", a u sastav je ušao i gitarist Juri Kasparjan.
Grupi su pomagali (i podržavali je) glazbenici iz grupa "Akvarijum" i "Zoopark". Vođa "Akvarijuma" Boris Grebenščikov producirao je prva dva albuma za "Kino".
Godine 1983. grupa se zbog umjetničkih neslaganja Coja i Ribina raspala, a zatim ponovno započela s radom u sastavu Viktora Coja i Jurija Kasparjana. 1984. u grupu je ušao bubnjar Georgi Gurjanov, a kao bas-gitarist im je pomogao član "Akvarijuma", Aleksandar Titov. Tijekom 1986. godine u sastav grupe je ušao basist Igor Tihomirov, a Aleksandar Titov se za stalno vratio grupi "Akvarijum". Na taj način došlo je do konačnog sastava grupe, koja je kao takva postojala do 15. kolovoza 1990. godine. Grupa je imala veliku popularnost u podzemlju Lenjingrada, a bila je poznata i u drugim republikama tadašnjeg SSSR. Sudjelovala je na rock festivalima, ali je stekla današnju slavu nakon izlaska filma "Asa", Sergeja Solovjova, na čijem kraju na scenu izlazi Viktor Coj i pjeva pjesmu Hoću promjene! (rus. Хочу перемен!). U to vrijeme menadžer i producent grupe bio je Juri Ajzenšpis, a Coj se pojavio u još par filmova, uključujući "Igla".

### Koncertne turneje
U isto vrijeme, grupa јe održavala koncertne turneje po Rusiјi, Ukraјini i Bјelorusiјi, a 1989. godine su krenuli i u New York, gdje јe prikazana premijera filma "Igla" i održan mini-koncert. Nakon toga, na festivalu "Zlatni vojvoda" (rus. Zolotoj Djuk), Viktor Coj јe proglašen glumcem godine, a film "Igla" јe zauzeo drugo mjesto na popisu sovjetskih filmova. Slijedilo јe putovanje u Pariz, gdje јe vršena obrada albuma Posljednji heroј (rus. Последний герой), a u јesen 1990. godine grupa јe putovala u Tokio, gdje јe zaključen dogovor o promociji sastava u Japanu.

### Koncert u Areni "Lužnjiki"
24. lipnja 1990. godine grupa je održala koncert u prepunoj sali Olimpijskog kompleksa "Lužnjiki". Zapaljen je i olimpijski plamen. 
To je bio posljednji koncert u povijesti grupe.

### Smrt Viktora Coja i raspad grupe (1990.)
U srpnju 1990. godine, grupa "Kino" je započela rad na novom albumu, koji su planirali producirati u Francuskoj, gdje je ranije uspješno obrađen njihov album Posljednji heroј (rus. Последний герой). Ovaj album, međutim, nije doživio svoj svršetak — Viktor Coj je stradao u automobilskoj nesreći na putu za Tukums, na cesti Sloka–Talsi.
Nezavršeni album su Kasparjan, Tihomirov i Gurjanov zajedno dovršili i nazvali "Crni" (rus. Čёrnый), potpuno crnog omota, u znak žalosti zbog Coja. U prosincu te godine "Crni album" je predstavljen u lenjingradskom rock-klubu. Oko mjesec dana poslije toga, na prvom kanalu televizijske postaje "VID" je prikazana prezentacija albuma iz moskovskog doma omladine, a nakon toga grupa "Kino" je službeno prestala postojati.

#### Album s Vjačeslavom Butusovim (2001.)
Glazbenici grupe "Kino" ponovo su se sastali 2001. godine i u suradnji s Vjačeslavom Butusovim objavili album "Звездный Падл".

## Članovi
- Viktor Coj († 1990.) – vokal, ritam gitara i bas (1982. – 1990.)[1]
- Juri Kasparjan – gitara (1982. – 1990.)[1]
- Igor Tihomirov – bas-gitara (1986. – 1990.)[1]
- Georgi Gurjanov († 2013.) – bubnjevi (1984. – 1990.)[1]
- Aleksandar Titov – bas-gitara (1984. – 1986.)[1]
- Aleksej Ribin – gitara (1984. – 1990.)[1]
- Oleg Valjinskij – bubnjevi (1982.)

## Diskografija

### Albumi
- 45 (1982.)
- 46 (1983.)
- Načal'nik Kamčatki (1984.)
- Eto ne ljubov'... (1985.)
- Noč' (1986.)
- Gruppa krovi (1988.)
- Zvezda po imeni Solnce (1989.)
- Černyi al'bom (1990.)

### Kompilacije
- Neizvestnye pesni Viktora Coja (1982.)
- 46 (1983.)
- Red Wave: 4 Underground Bands from the Soviet Union (1986.)
- Poslednij Geroj (1989.)
- Lučšie Pesni (2002.)
- Kino v kino (2002.)
- Istorija Ètogo Mira (2002.)
- Poslednie zapisi (2002.)

### Uživo
- Koncert v Rok-Klube (1985.)
- Koncert v Dubne (1987.)
- Akustičeskij koncert (1988.)

## Zanimljivosti
- Pjesma "Gruppa krovi" (hrv. Krvna grupa) iz 1988. godine, je objavljena u videoigri Grand Theft Auto IV.[8]

## Vanjske poveznice
- Kino na Discogsu
- Film Igla (1988.) u internetskoj bazi filmova IMDb-a
- Diskografija na MusicBrainzu